# Luciano Vietto
Luciano Darío Vietto (ur. 5 grudnia 1993 w Balneari) – argentyński piłkarz występujący na pozycji napastnika, zawodnik Racing Clubu. W 2013 reprezentant Argentyny do lat 20. Posiada także obywatelstwo włoskie.

## Kariera Klubowa

### Racing Club
W 2011 roku Vietto podpisał swój pierwszy profesjonalny kontrakt i został powołany do kadry Racingu przez Diego Simeone 25 października. Zadebiutował w meczu z Lanús jako zmiennik. Mecz zakończył się remisem 1-1. 3 września 2012 wystąpił od pierwszej minuty i strzelił swojego pierwszego hat-tricka, a mecz zakończył się wynikiem 3-1.
Później Vietto przyciąga uwagę takich klubów, jak Liverpool i Juventus. Jednak Vietto podpisał nowy czteroletni kontrakt z Racingiem dnia 23 marca 2013. Vietto wystąpił w 35 meczach strzelając 5 goli w sezonie 2013/14.

### Villarreal
4 sierpnia 2014 Luciano podpisał pięcioletni kontrakt z Villarrealem, a jego transfer kosztował 5,5 mln €. Zadebiutował w meczu z Astaną (kwalifikacje do Ligi Europy) zmieniając Ikechukwu Uche, a Villarreal wygrał 3-0. W rewanżu Vietto strzelił 2 gole. W lidze hiszpańskiej zadebiutował zmieniając Giovaniego dos Santosa na ostatnie 10 minut w wyjazdowym meczu z Levante UD. Swoje pierwsze gole w lidze strzelił w meczu z Rayo, który Villarreal wygrał 4-2.

### Atlético Madryt
22 czerwca 2015 Villarreal potwierdził sprzedaż Luciano Vietto do Atletico Madryt za 20 mln €. Swojego pierwszego gola w barwach rojiblancos Vietto strzelił w meczu z Realem Madryt, który zakończył się remisem 1-1. Wypożyczony był do Sevilli FC, Valencii CF i Fulham FC.

### Sporting CP
14 maja 2019 portugalski klub Sporting CP ogłosił, że zawarł umowę z Atlético Madryt na kupno Vietto za około 7,5 miliona euro, obowiązującą od 1 lipca 2019. 

### Al-Hilal
25 października 2020 saudyjski klub Al-Hilal ogłosił, że kupił Vietto za około 7 milionów euro.

## Kariera reprezentacyjna
9 stycznia 2013 Vietto zadebiutował w meczu reprezentacji Argentyny U-20 z Chile U-20. W tym meczu Vietto strzelił swojego pierwszego gola.